# Pływanie na Letnich Igrzyskach Olimpijskich 1948 – 200 m stylem klasycznym mężczyzn
200 m stylem klasycznym mężczyzn – jedna z konkurencji pływackich rozgrywanych podczas XIV Igrzysk Olimpijskich w Londynie. Eliminacje odbyły się 5 sierpnia, półfinały 6 sierpnia, a finał 7 sierpnia 1948 roku.
Amerykanin Joe Verdeur jechał na igrzyska w Londynie jako faworyt, który w ciągu ostatnich dwóch lat sześciokrotnie ustanawiał rekord świata. Verdeur już w eliminacjach pobił rekord olimpijski, a w finale poprawił go o 0,7 s, uzyskując czas 2:39,3. Pozostałe miejsca na podium także zajęli reprezentanci Stanów Zjednoczonych. Keith Carter z czasem 2:40,2 zdobył srebrny medal, a Bob Sohl wywalczył brązowy medal (2:43,9).
Podczas wyścigów wyraźnie widać było przewagę rozwijającego się stylu motylkowego nad tradycyjnym stylem klasycznym. Tylko jeden z finalistów, Holender Bob Bonte, który zajął ósme miejsce, płynął żabką. Łącznie spośród 32 uczestników tej konkurencji, 20 używało stylu  motylkowego (w tym 12 półfinalistów).

## Rekordy
Przed zawodami rekord świata i rekord olimpijski wyglądały następująco:
| Rekord            | Zawodnik      | Czas   | Miejsce   | Data             |       |
| ----------------- | ------------- | ------ | --------- | ---------------- | ----- |
| Rekord świata     | Joe Verdeur   | 2:30,0 | New Haven | 28 czerwca 1948  |       |
| Rekord olimpijski | Tetsuo Hamuro | 2:41,5 | Berlin    | 15 sierpnia 1936 | [ 1 ] |

W trakcie zawodów ustanowiono następujące rekordy:
| Data       | Etap konkurencji | Zawodnik    | Czas   | Rekord |
| ---------- | ---------------- | ----------- | ------ | ------ |
| 5 sierpnia | eliminacje       | Joe Verdeur | 2:40,0 | OR     |
| 7 sierpnia | finał            | Joe Verdeur | 2:39,3 | OR     |

## Wyniki

### Eliminacje
Do półfinałów zakwalifikowało się dwóch najlepszych pływaków z każdego wyścigu oraz pozostałych sześciu zawodników z najlepszymi czasami.

#### Wyścig eliminacyjny 1
| Miejsce | Zawodnik          | Państwo           | Czas   | Uwagi |
| ------- | ----------------- | ----------------- | ------ | ----- |
| 1.      | Bob Sohl          | Stany Zjednoczone | 2:44,9 | Q     |
| 2.      | Artem Nakache     | Francja           | 2:50,4 | Q     |
| 3.      | Apolonio Castillo | Meksyk            | 2:50,7 | q     |
| 4.      | René Amabuyok     | Filipiny          | 2:52,6 | q     |
| 5.      | John Service      | Wielka Brytania   | 3:00,4 |       |

#### Wyścig eliminacyjny 2
| Miejsce | Zawodnik         | Państwo           | Czas   | Uwagi |
| ------- | ---------------- | ----------------- | ------ | ----- |
| 1.      | Joe Verdeur      | Stany Zjednoczone | 2:40,0 | Q,    |
| 2.      | Bob Bonte        | Holandia          | 2:48,7 | Q     |
| 3.      | Carlos Espejo    | Argentyna         | 2:55,0 |       |
| 4.      | Sigurður Jónsson | Islandia          | 2:56,4 |       |
| 5.      | Hans Widmer      | Szwajcaria        | 2:56,7 |       |
| 6.      | Goldup Davies    | Wielka Brytania   | 2:56,6 |       |
| 7.      | Peter Salmon     | Kanada            | 3:01,5 |       |

#### Wyścig eliminacyjny 3
| Miejsce | Zawodnik            | Państwo           | Czas   | Uwagi |
| ------- | ------------------- | ----------------- | ------ | ----- |
| 1.      | Willy Otto Jordan   | Brazylia          | 2:46,4 | Q     |
| 2.      | Sándor Németh       | Węgry             | 2:48,2 | Q     |
| 3.      | Roy Romain          | Wielka Brytania   | 2:49,4 | q     |
| 4.      | Walter Kunz         | Szwajcaria        | 2:57,6 |       |
| 5.      | César Benetti       | Argentyna         | 3:00,6 |       |
| 6.      | Atli Steinarsson    | Islandia          | 3:02,3 |       |
| 7.      | Des Cohen           | Południowa Afryka | 3:03,3 |       |
| 8.      | Iftikhar Ahmed Shah | Pakistan          | 3:28,1 |       |

#### Wyścig eliminacyjny 4
| Miejsce | Zawodnik          | Państwo           | Czas   | Uwagi |
| ------- | ----------------- | ----------------- | ------ | ----- |
| 1.      | Keith Carter      | Stany Zjednoczone | 2:46,3 | Q     |
| 2.      | John Davies       | Australia         | 2:48,3 | Q     |
| 3.      | Walter Pavlicek   | Austria           | 2:50,6 | q     |
| 4.      | Nicolas Wildhaber | Szwajcaria        | 2:59,2 |       |

#### Wyścig eliminacyjny 5
| Miejsce | Zawodnik            | Państwo          | Czas   | Uwagi |
| ------- | ------------------- | ---------------- | ------ | ----- |
| 1.      | Ahmed Kandil        | Królestwo Egiptu | 2:45,5 | Q     |
| 2.      | Tone Cerer          | Jugosławia       | 2:46,3 | Q     |
| 3.      | Maurice Lusien      | Francja          | 2:49,5 | q     |
| 4.      | Sigurður T. Jónsson | Islandia         | 2:50,6 | q     |
| 5.      | Jiří Linhart        | Czechosłowacja   | 2:53,8 |       |
| 6.      | Jacinto Cayco       | Filipiny         | 2:54,0 |       |
| 7.      | Kevin Hallett       | Australia        | 3:02,0 |       |
| 8.      | Prafulla Mullick    | Indie            | 3:14,9 |       |

### Półfinały
Do finału zakwalifikowało się trzech najlepszych pływaków z każdego wyścigu oraz pozostałych dwóch zawodników z najlepszymi czasami.

#### Półfinał 1
| Miejsce | Zawodnik            | Państwo           | Czas   | Uwagi |
| ------- | ------------------- | ----------------- | ------ | ----- |
| 1.      | Ahmed Kandil        | Królestwo Egiptu  | 2:43,7 | Q     |
| 2.      | Willy Otto Jordan   | Brazylia          | 2:43,9 | Q     |
| 3.      | Bob Sohl            | Stany Zjednoczone | 2:44,4 | Q     |
| 4.      | John Davies         | Australia         | 2:44,8 | q     |
| 5.      | Roy Romain          | Wielka Brytania   | 2:49,6 |       |
| 6.      | René Amabuyok       | Filipiny          | 2:51,8 |       |
| 7.      | Sigurður T. Jónsson | Islandia          | 2:52,4 |       |
| 8.      | Artem Nakache       | Francja           | 2:59,1 |       |

#### Półfinał 2
| Miejsce | Zawodnik          | Państwo           | Czas   | Uwagi |
| ------- | ----------------- | ----------------- | ------ | ----- |
| 1.      | Joe Verdeur       | Stany Zjednoczone | 2:40,7 | Q     |
| 2.      | Keith Carter      | Stany Zjednoczone | 2:43,0 | Q     |
| 3.      | Bob Bonte         | Holandia          | 2:47,0 | Q     |
| 4.      | Tone Cerer        | Jugosławia        | 2:47,3 | q     |
| 5.      | Sándor Németh     | Węgry             | 2:48,1 |       |
| 6.      | Walter Pavlicek   | Austria           | 2:50,1 |       |
| 7.      | Maurice Lusien    | Francja           | 2:51,4 |       |
| 8.      | Apolonio Castillo | Meksyk            | 2:53,5 |       |

## Finał
| Miejsce | Zawodnik          | Państwo           | Czas   | Uwagi |
| ------- | ----------------- | ----------------- | ------ | ----- |
| 1. !    | Joe Verdeur       | Stany Zjednoczone | 2:39,3 | OR    |
| 2. !    | Keith Carter      | Stany Zjednoczone | 2:40,2 |       |
| 3. !    | Bob Sohl          | Stany Zjednoczone | 2:43,9 |       |
| 4.      | John Davies       | Australia         | 2:43,7 |       |
| 5.      | Tone Cerer        | Jugosławia        | 2:46,1 |       |
| 6.      | Willy Otto Jordan | Brazylia          | 2:46,4 |       |
| 7.      | Ahmed Kandil      | Królestwo Egiptu  | 2:47,5 |       |
| 8.      | Bob Bonte         | Holandia          | 2:47,6 |       |